# Atótis
Atótis (Hórus Aha, Hor-Aha ou Aha) foi um faraó do início da Primeira dinastia do Antigo Egito. Embora haja pouca dúvida de que tenha sido filho e sucessor de Narmer, podendo assim ser considerado o segundo faraó da Primeira dinastia, a possível identificação com Menés, a quem posteriormente se atribui a identidade de primeiro faraó do Egito, o colocaria na posição de primeiro faraó da Primeira dinastia. Ele reinou por volta de 3 080 a.C.

## Biografia

### Nome e identidade
Hórus Aha ou Hor-Aha é a leitura de seu nome de Hórus, forma mais antiga de nomear o faraó, que o associa ao deus Hórus. Essa nomeação é composta de um painel retangular, chamado sereque, que simboliza o palácio real, encimado pelo falcão, que representa o deus Hórus. Em seu interior são dispostos os hieróglifos que compõem foneticamente o nome do faraó. Hórus Aha seria a leitura completa do nome, com o sereque encimado pelo falcão.
Os registros arqueológicos da Época Tinita referem-se aos faraós por seus nomes de Hórus, enquanto registros posteriores, como as listas reais de Turim e Abidos, usam uma titulatura real alternativa, o nome de nebty. Os diferentes elementos titulares do nome do faraó foram muitas vezes usados isoladamente, para abreviação, embora a escolha tenha variado de acordo com a circunstância ou o período.
O nome Atótis provém da obra de Mâneto, da qual algumas citações são encontradas em autores posteriores. Jorge Sincelo, um eclesiástico bizantino que viveu entre o final do século VIII e início do ÌX, em sua obra Eklogué Cronografias, compara duas cronologias do Egito: o Fr. 6 corresponde à cronologia fornecida por Sexto Júlio Africano (século II-III d.C.) e o Fr. 7 corresponde à cronologia de Eusébio de Cesareia (século III-IV d.C.). Ambos teriam se baseado na obra de Mâneto.
Os Fr. 6, 7(a) e 7(b) colocam Atótis como filho e sucessor de Menés, que teria sido o primeiro faraó, segundo os mesmos fragmentos. De acordo com o Fr. 6, citado de Africano por Sincelo, Atótis teria governado por 57 anos, construído um palácio em Mênfis e escrito extensas obras de anatomia, pois era médico. O Fr. 7(a), citado de Eusébio de Cesareia, reduz o tempo de seu reinado para 27 anos, mas também atribui a Atótis a construção do palácio em Mênfis e a prática de medicina, tendo escrito livros de anatomia. O Fr. 7(b), que provém da versão em armênio da obra de Eusébio, apresenta as mesmas informações que o Fr. 7(a) com pequenas alterações: mantém os 27 anos para seu reinado, menciona que ele construiu para si um palácio real em Mênfis e que ele também praticava a arte da medicina, tendo escrito livros sobre o método da anatomia.
O consenso geral dos egiptólogos seguiu os achados de Petrie em conciliar os registros e conectá-los: Hórus Aha (arqueológico) com o nome nebty Ity (histórico).
O mesmo processo levou a identificação de Menés (um nome nebty) com Narmer (um nome de Hórus), evidenciado nos registros arqueológicos (ambas figuras que foram creditadas com a unificação do Egito e como o primeiro faraó da I dinastia) como o predecessor de Hórus Aha (o segundo faraó).

### Reinado

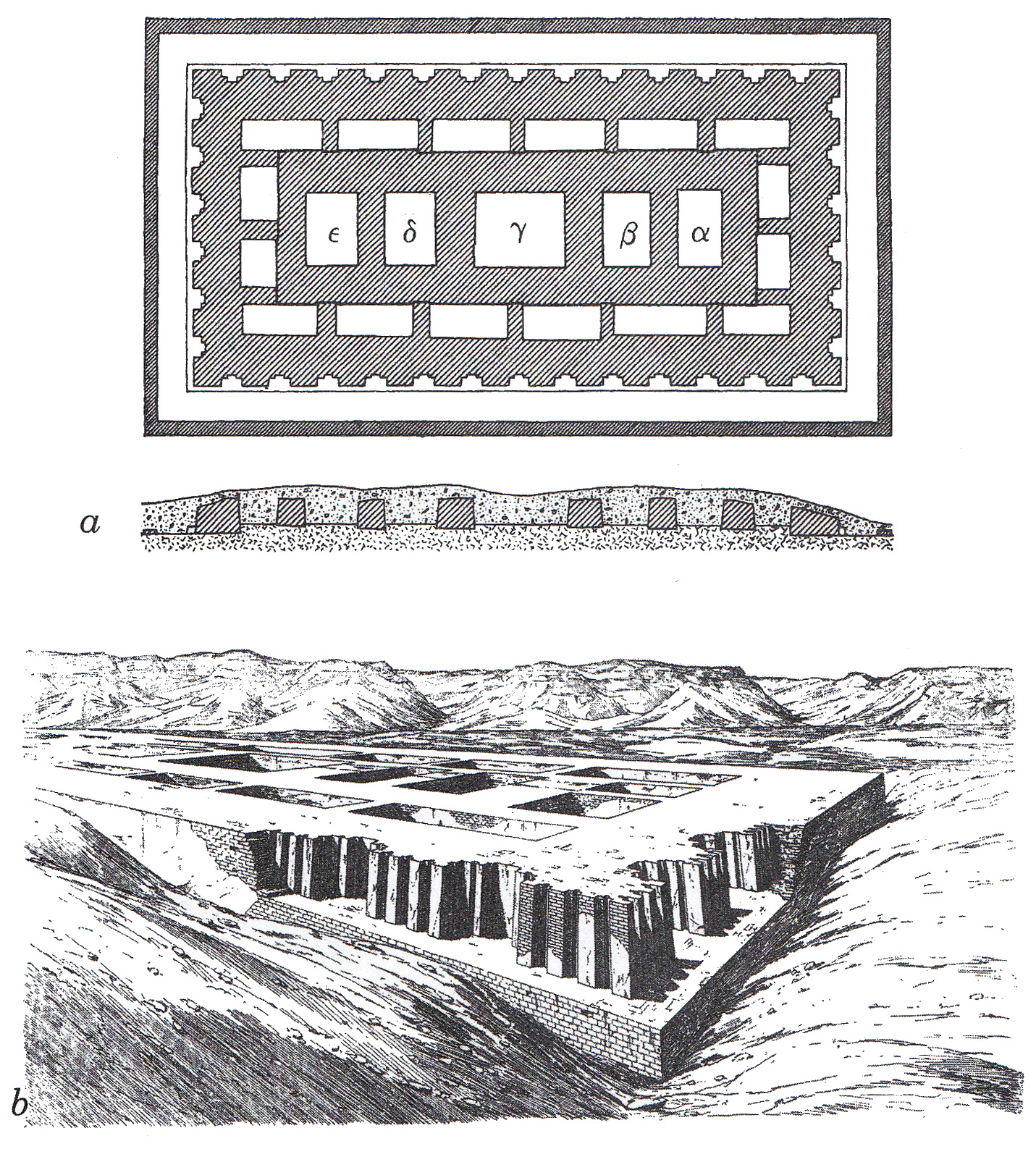
Tumba atribuída a Neithhotep, que teria sido construída por Hor-Aha, descoberta por Jaques de Morgan no final do século XIX.

Em torno do século XXXI a.C., seu pai, Narmer, uniu o Baixo e Alto Egito. Atótis tornou-se faraó aos trinta anos e governou até seus sessenta e dois anos. Durante seu reinado empreendeu campanhas contra núbios e líbios, manteve relações comerciais com o corredor Sírio-Palestino, fornecedor de madeira de cedro e ordenou a edificação de um templo à Neite em Saís.
Em 1897, Jaques de Morgan, ao escavar nos arredores da vila de Nacada, revelou uma tumba de grandes dimensões (54 x 27 m), contendo uma série de itens de toalete, recipientes de pedra e vedações de argila com os nomes de Narmer, Hor-Aha e de Neithhotep. Por ter sofrido erosão após a escavação, a tumba desapareceu pouco tempo depois do trabalho de re-escavação de John Garstang em 1904. Embora tenha sido primeiramente identificada como a tumba de Menés, sendo a primeira grande estrutura da Primeira Dinastia a ser escavada no Egito, atualmente se acredita que tenha sido a tumba de Neithhotep, possivelmente a esposa de Narmer e mãe de Hor-Aha. A presença na tumba de vários rótulos e selos de Hor-Aha pode indicar que ele tenha supervisionado o funeral de Neithhotep, que teria sobrevivido à morte do marido, Narmer. O tamanho excepcional da tumba já foi considerada evidência de que Neithhotep teria reinado em nome de seu filho Hor-Aha até que ele assumisse a posição de faraó.
A lenda dizia que ele foi transportado no Nilo por um hipopótamo, a encarnação da divindade Seti. Desde que Atótis foi creditado como o legendário Menés, outra história conta que Atótis foi morto por um hipopótamo enquanto caçava.

## Tumba

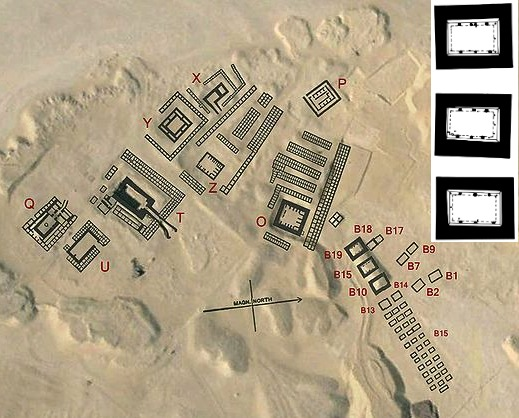
As câmeras B10, B15 e B19 compõem o túmulo de Hor-Aha. B17 foi identificada como a tumba de Narmer, seu antecessor e possivelmente seu pai. B14 pode ter sido a tumba de sua esposa Beneribe.

A tumba de Hor-Aha encontra-se em Umel Caabe, no Cemitério B da necrópole de Abidos, no Alto Egito, tendo sido construída ao lado da tumba que se acredita ser de Narmer. Sua tumba é significativamente maior do que a de Narmer, consistindo de 3 grandes câmaras alinhadas, atualmente numeradas como B10, B15 e B19. As câmaras são revestidas por paredes com espessura que varia entre 1.5m e 2.1m. Embora não haja conexão entre as câmaras, é possível que elas tenham compartilhado uma estrutura que as cobrisse.
A câmara B14, adjacente à sua tumba, pode ter sido de sua esposa, Benerib, pois foram encontradas nela inscrições de seu nome ao lado do nome Hórus-Aha.
Enquanto as tumbas de seus predecessores Iri-Hor, Ka e Narmer consistem de duas câmaras cada uma, o complexo tumular de Hor-Aha é composto por uma série de câmaras, com 33 sepultamentos subsidiários, contendo os restos mortais de jovens rapazes entre 20 e 25 anos, provavelmente mortos quando o faraó foi sepultado. É o primeiro complexo tumular a apresentar tal característica.

## Teorias
Há algumas controvérsias sobre Atótis. Alguns acreditam que ele um individual como legendário faraó Menés e que ele foi o fundador do Egito Antigo. Outros afirmam que ele foi o filho de Narmer, o faraó que unificou o Egito. Independentemente, consideráveis riquezas históricas identificam Narmer como o unificador do Egito e Atótis como seu filho e sucessor.

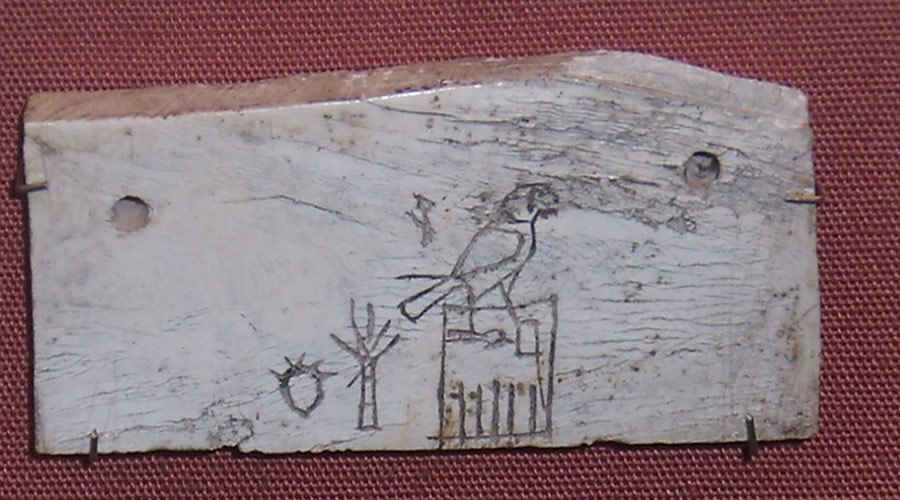
Rótulo com o nome de Hor-Aha e uma segunda palavra, interpretada como Bernerib. Museu Britânico.

## Esposas
Benerib, cujo nome aparece escrito ao lado do nome de Hor-Aha em inscrições provenientes da câmara B14, adjacente à tumba de Hor-Aha, foi possivelmente a principal esposa de Hor-Aha. Ele teve também outra esposa, Quentape, com quem ele tornou-se pai de Quenquenés. Ela é mencionada como a mãe de Quenquenés nos Anais da Pedra do Cairo.

## Galeria

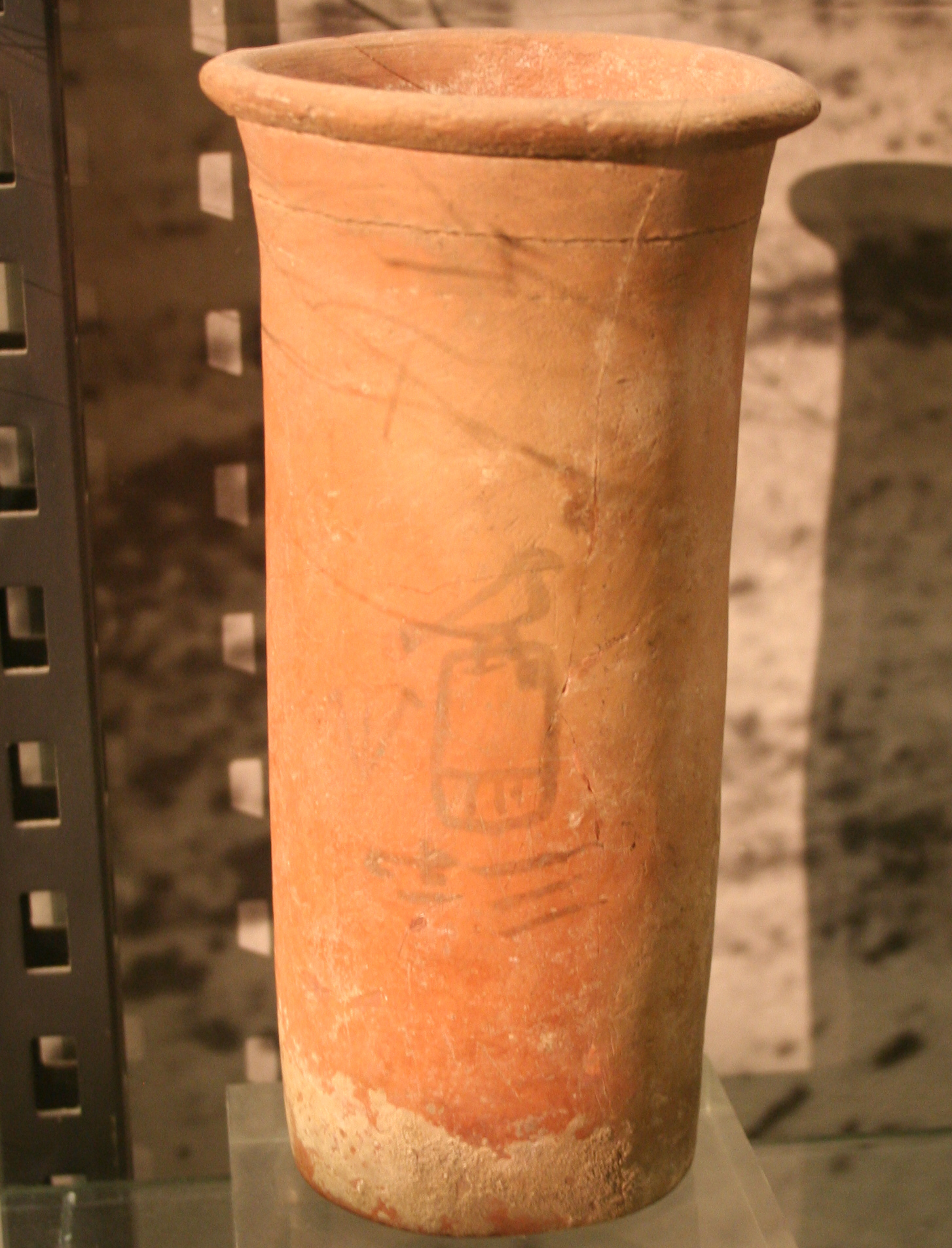
Vaso cilíndrico do Rei Atótis de Sacará, I Dinastia; Museu Kestner